# Reserva Extrativista do Rio Cautário
A Reserva Extrativista do Rio Cautário é uma unidade de conservação federal do Brasil categorizada como reserva extrativista e criada por Decreto Presidencial em 07 de agosto de 2001 numa área de 73.817 hectares no estado de Rondônia. da qual em 1998 foram expulsas mais de vinte família de agricultores. Mas mesmo assim até em meados da primeira década do século XXI ainda existia uma serraria ilegal nas margens do rio Cautário operada pelos ribeirinhos.